# Kedarcidine
La kedarcidine est une chromoprotéine antibiotique antitumorale isolée pour la première fois en 1992 à partir d’un actinomycète. Elle est composée d’un composé bicyclique énédiynique chromophore  ainsi que d'une apolipoprotéine qui stabilise la toxine dans l’actinomycète. Comme les autres membres de la classe des énédiynes — ainsi nommée en raison de leur structure centrale à neuf ou dix chaînons portant une double liaison directement attachée à deux chaînes alkynyles — la kedarcidine a probablement évolué pour éliminer les bactéries en compétition avec l’organisme producteur. Toutefois, en raison de son mode d’action qui repose sur des dommages à l’ADN, la kedarcidine est également capable de détruire des cellules tumorales. De ce fait, elle fait l’objet de recherches scientifiques, tant pour sa complexité structurelle que pour ses propriétés anticancéreuses.

## Découverte et élucidation de la structure
La kedarcidine est découverte en 1992 lors de tests biologiques réalisés par Bristol-Myers Squibb, qui révèlent la présence d’une chromoprotéine endommageant l’ADN dans le bouillon de fermentation d’un actinomycète. L’implication d’un chromophore non peptidique est déduite par spectroscopie UV, et une chromatographie en phase inverse est utilisée pour séparer ce chromophore, lié de manière non covalente, de son hôte apoprotéique. Cet isolat, appelé « chromophore de la kedarcidine », se décompose rapidement dans des conditions ambiantes et présente une cytotoxicité élevée (IC50 de 0,4 ng/ml sur la lignée cellulaire HCT-116, un carcinome colorectal humain).
Les expériences ultérieures de RMN, de spectrométrie de masse, de dégradation chimique et de dérivation permettent à l’équipe d’isolement d’identifier les principales caractéristiques structurales du chromophore de la kedarcidine, notamment le noyau bicyclique énédiynique, l’anneau chloropyridyl ponté ansa, les sucres mycarose et kedarosamine, ainsi que l’appendice naphtamide. Cependant, en raison de la complexité de la structure, le rapport initial contient plusieurs erreurs. Le noyau bicyclique se révèle particulièrement difficile à déchiffrer, car l’interprétation des corrélations de l'effet Overhauser nucléaire (NOE) conduit les chercheurs à mal assigner la stéréochimie relative de la stéréotétrade centrale. De plus, la configuration absolue globale étant attribuée sur la base des corrélations NOE entre le sucre L-mycarose stéréodéfini et l’aglycone, les erreurs concernant la stéréotétrade se propagent aux deux autres centres stéréogènes de l’aglycone. La connexion du groupe naphtamide au composé bicyclique est également mal jugée dans le rapport initial.
Ces erreurs sont corrigées par les efforts indépendants de synthèse organique menés par des chercheurs de l’université de Tohoku et de l’université Harvard. En 1997, en route vers la structure initialement rapportée, des chercheurs dirigés par Masahiro Hirama découvrent que les données spectroscopiques du dérivé chloroazatyrosyl (S)-α-aminoacide proposé ne sont pas compatibles avec celles du produit de dégradation caractérisé par Leet et al. À la place, un dérivé (R)-β-aminoacide est proposé et validé par le groupe de Hirama. Cette révision amène Hirama et al. à inverser également les autres centres stéréogènes de l’aglycone, produisant ainsi une structure révisée du chromophore de la kedarcidine, qui diffère uniquement par la stéréochimie relative du carbone porteur du mycarose, C10. Enfin, en 2007, Myers et ses collaborateurs synthétisent la structure proposée par Hirama et al., mais les données spectroscopiques RMN obtenues diffèrent de celles du produit naturel. Cette découverte conduit le groupe de Myers à réviser la stéréochimie du carbone porteur du mycarose, qui devient 10-(S).

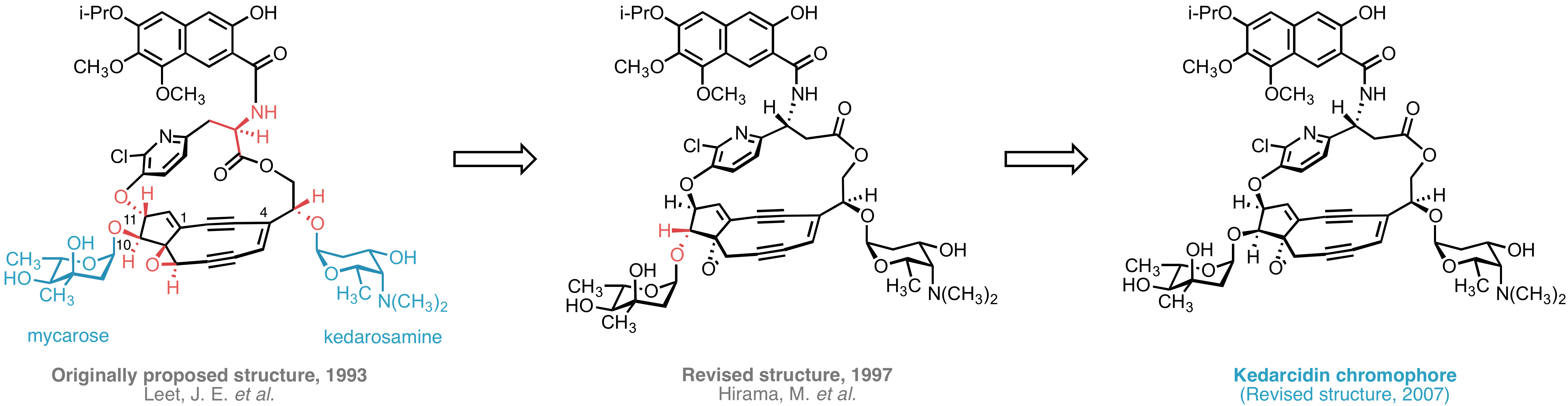
Évolution des propositions de structure du chromophore de la kedarcidine

## Mécanisme d'action
Comme les autres énédiynes, le chromophore de la kedarcidine comprend une structure centrale générant des radicaux libres destructeurs, ainsi que des appendices servant à délivrer cette « charge explosive » à sa cible ADN. Ainsi, le mécanisme général par lequel le chromophore de la kedarcidine endommage l’ADN est connu ; cependant, les détails de ce processus — en particulier la nécessité d’une activation nucléophile — font l’objet de débats.

### Dommages à l'ADN par radicaux libres

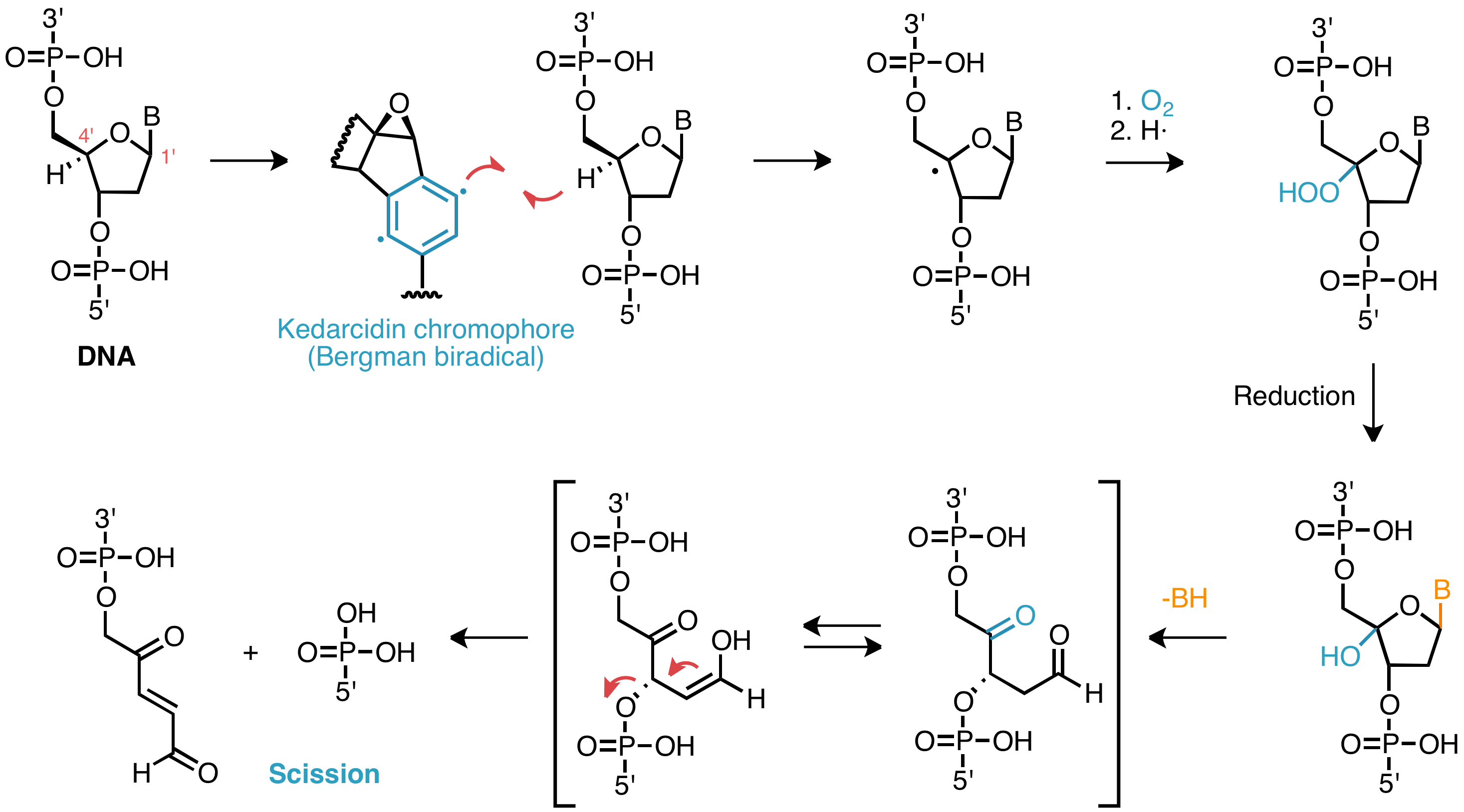
Mécanisme proposé de clivage de l’ADN induit par le chromophore de la kedarcidine via abstraction du 4'-H

Le mécanisme commun à tous les antibiotiques énédiyniques repose sur la cyclisation de Bergman, dans laquelle la portion énédiynique subit une cycloaromatisation spontanée générant un biradical de type para-benzyne, hautement réactif vis-à-vis de l’abstraction homolytique d’un hydrogène depuis des donneurs appropriés, notamment les sucres désoxyribose de l’ADN. Cette abstraction génère un radical libre centré sur un atome de carbone de l’ADN, qui est ensuite oxydé par l’oxygène moléculaire. Le peroxyde résultant se décompose, provoquant des cassures simple ou double brin dans l’ADN, ce qui entraîne finalement la mort cellulaire.
Le chromophore de la kedarcidine se lie et clive l’ADN avec une forte spécificité de séquence, préférant les sites TCCTn-mer et produisant des cassures simple brin. Étrangement, bien que la structure du chromophore de la kedarcidine soit plus proche de celle du chromophore de la neocarzinostatine, sa spécificité de séquence est similaire à celle de l’antibiotique énédiynique calicheamicine, qui possède une structure différente. La sous-structure acide naphtoïque est impliquée dans la liaison à l’ADN, probablement via intercalation. De plus, l'ajout de cations divalents comme Ca2+ et Mg2+ réduit la capacité du chromophore de la kedarcidine à cliver l’ADN, probablement en raison de la chélatation du groupe acide naphtoïque, ce qui diminue son affinité pour l’ADN. Des expériences de compétition avec la nétropsine, un ligand connu du petit sillon de l’ADN, suggèrent que la kedarcidine se lie également dans le petit sillon.

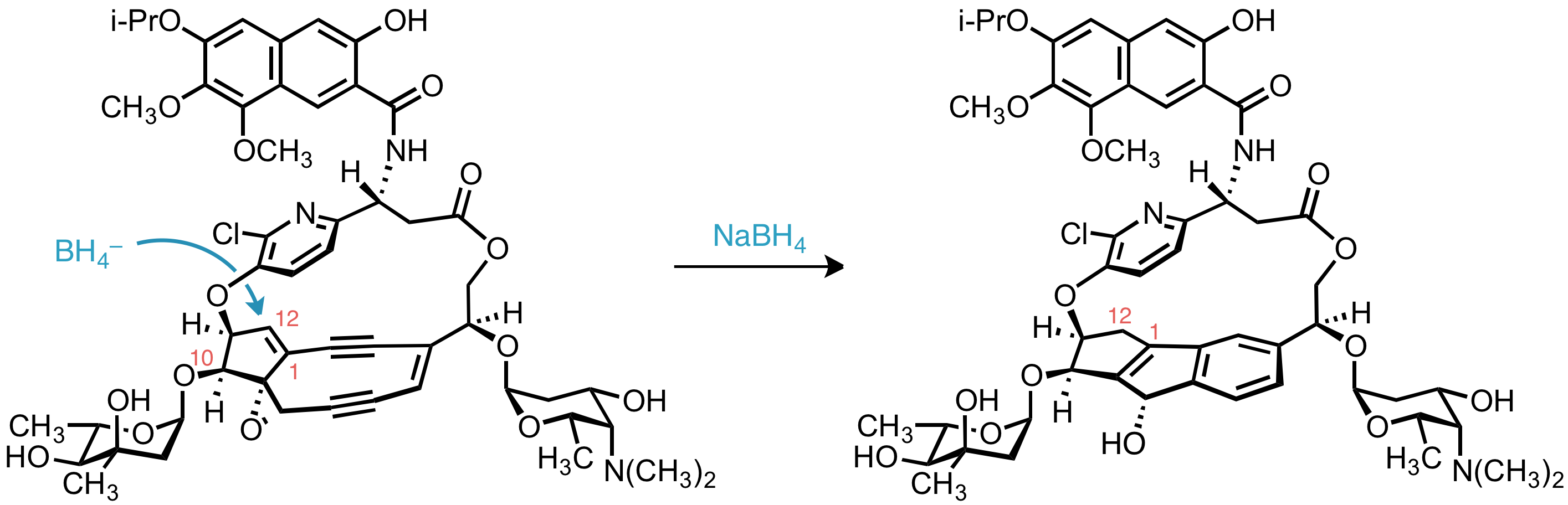
Réduction par le borohydrure entraînant l’ouverture de l’époxyde et la cycloaromatisation de Bergman du chromophore de la kedarcidine. L'activation nucléophile « biochimique » analogue est initialement proposée dans le mécanisme d’action.

### Activation nucléophile
L'addition nucléophile in vivo de thiolates sur le carbone C12 et l'ouverture consécutive de l’époxyde central sont supposées déclencher la cyclisation de Bergman dans le chromophore de la kedarcidine. Cette activation nucléophile est supposée réduire la contrainte de cycle associée à la formation du produit cycloaromatisé et ainsi favoriser le clivage de l’ADN par le chromophore de la kedarcidine. Lors des études d’isolement et de caractérisation structurale menées par Leet et al., la réduction du C12 par le borohydrure de sodium déclenche une cycloaromatisation rapide, facilitant ainsi l’étude du produit naturel instable. En conséquence, l’activation nucléophile au niveau du C12 est largement considérée comme un mécanisme potentiel de déclenchement de la cycloaromatisation in vivo.
Des recherches récentes suggèrent toutefois que la cycloaromatisation spontanée du chromophore de la kedarcidine est un processus compétitif avec l’activation biochimique par nucléophiles, voire le mécanisme prédominant in vivo. Bien que les calculs MM2 montrent que la double liaison C1-C12 dans le noyau bicyclique induit une contrainte de cycle considérable (environ 14 kcal·mol−1) sur le tricycle [6,5,5] formé après cycloaromatisation-réduction, Hirama et al. observent que le noyau énédiynique fusionné 5,9 peut subir une cycloaromatisation-réduction même en l'absence d’agents activateurs thiolés et de donneurs d’hydrogène (hors solvant). De même, l’aglycone du chromophore de la kedarcidine subit une cycloaromatisation réductrice à des taux similaires en présence ou en l'absence de β-mercaptoéthanol, un réducteur thiolé courant. Dans un modèle expérimental, il est montré que le noyau bicyclique 5,9 du chromophore de la kedarcidine est en équilibre avec son biradical tricyclique 5,5,6 cycloaromatisé. Le taux de décomposition pseudo-premier ordre de ce modèle énédiynique est fortement influencé par la capacité donneuse d’hydrogène du solvant, suggérant que l’étape d’abstraction d’hydrogène après formation du biradical est cinétiquement déterminante, contrairement aux systèmes acycliques, où la formation du biradical est généralement l’étape limitante. Il est à noter que parmi les solvants étudiés, le tétrahydrofurane — un homologue structurel du désoxyribose — provoque une décomposition rapide de l’architecture énédiynique fusionnée 5,9 (t½ = 68 min). Zein et al. observent de manière indépendante que l’abstraction d’hydrogène en 4' du désoxyribose est probablement impliquée dans la bioactivité du chromophore de la kedarcidine.

## Synthèse du chromophore épi-kedarcidine
En 2007, Myers et ses collaborateurs de l'université Harvard rapportent la synthèse du chromophore épi-kedarcidine C10, qui correspond à la structure révisée en 1997 par Hirama et al.. L’approche synthétique repose sur une analyse rétrosynthétique ciblant un assemblage convergent de fragments de complexité similaire. Plusieurs défis majeurs sont rencontrés au cours de cette synthèse, ainsi que les stratégies employées pour les résoudre.

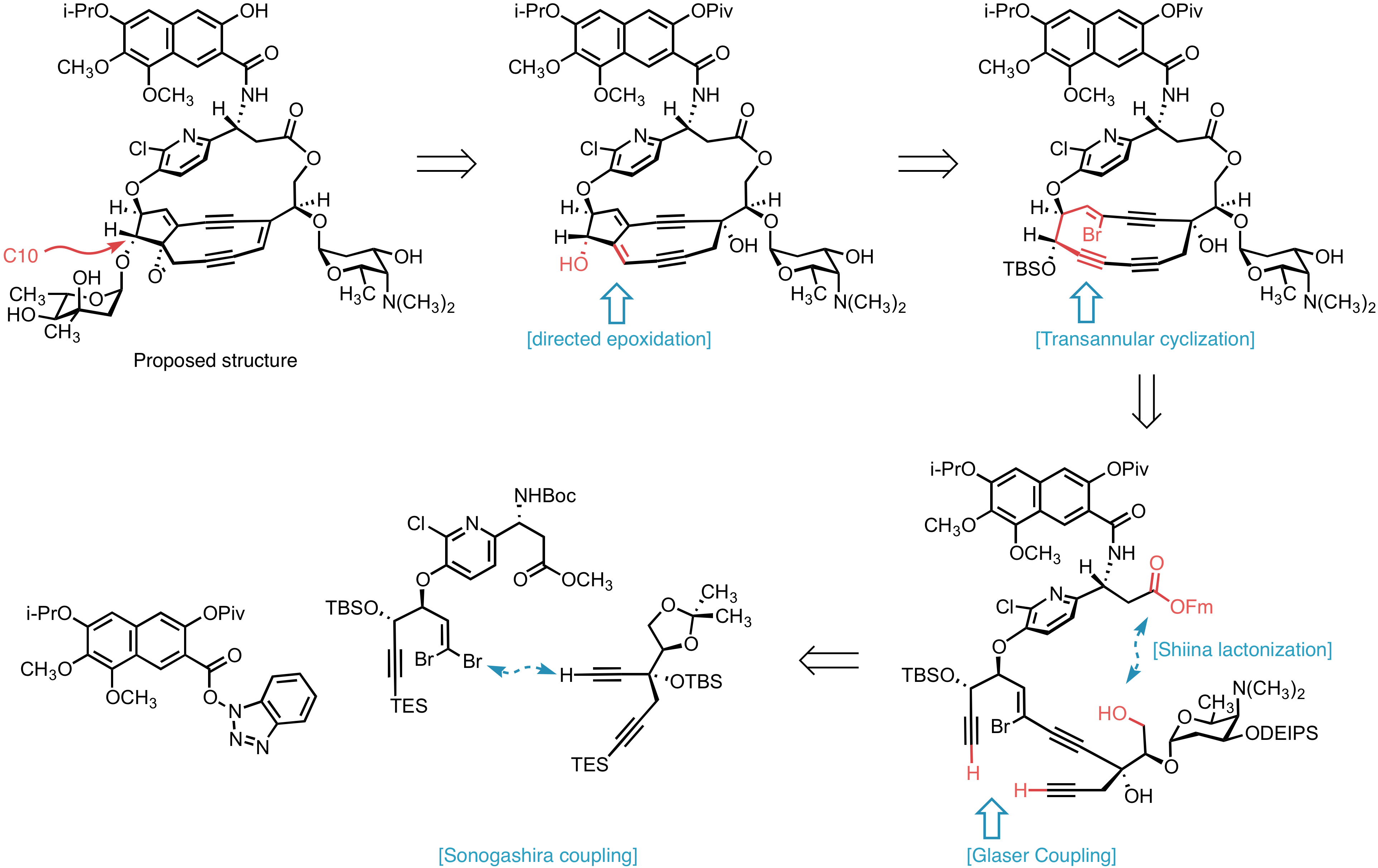
Approche rétrosynthétique du chromophore épi-kedarcidine C10 employée par Ren, Hogan, Anderson et Myers (2007).

### Instabilité inhérente du noyau énédiynique
L’instabilité du système énédiynique face aux voies de décomposition par cyclisation de Bergman–réduction constitue un défi majeur pour toute tentative de synthèse des énédiynes. Myers et ses collaborateurs surmontent ce problème en réalisant l’installation tardive de l’alcène par déshydratation. En l'absence de cette insaturation reliant les deux chaînes alkynyles, les intermédiaires synthétiques ne sont pas sujets à une décomposition de type Bergman, ce qui réduit considérablement le risque de dégradation. Dans ce cas, la déshydratation d’un alcool propargylique est induite par traitement avec le sulfurane de Martin.

### Stéréochimie de l’époxyde
Dans la synthèse du chromophore épi-kedarcidine C10, Myers et al. cherchent à introduire la fonctionnalité époxyde en **syn** par rapport au groupe hydroxyle adjacent en C10. Cette transformation est réalisée par une époxydation catalysée par le vanadium, dirigée par le groupe hydroxyle en C10. Si l'épimère naturel C10-(S) avait été ciblé, une protection par trialkylsilyle du groupe hydroxyle en C10 aurait pu conduire au produit époxydé du côté opposé en raison de l'obstruction stérique de la face β de l’alcène. Toutefois, en l’absence de groupement dirigeant accélérant l’oxydation d’une insaturation voisine, cette approche aurait probablement entraîné une mauvaise régiosélectivité, avec une oxydation compétitive d'autres doubles liaisons C=C présentes dans la molécule.

### Construction du noyau bicyclique
Myers et ses collaborateurs développent l’application des réactions de cyclisation anionique transannulaire pour la synthèse du noyau bicyclique fusionné 5,9 de la kedarcidine et du chromophore de la néocarzinostatine. Dans leur première approche, l’ajout d’un hydrure sur un tétrayne cyclique est guidé par la coordination de l’aluminium à un alcool voisin, permettant ainsi la formation du noyau énédiynique en une seule étape via deux cyclisations successives de type 5-exo-dig. Les stratégies synthétiques ultérieures interceptent cette cascade en employant un échange lithium-halogène sur un bromure vinylique cyclique pour générer un précurseur vinylique anionique du produit bicyclique,.
Le noyau bicyclique du chromophore épi-kedarcidine C10 est obtenu par une séquence de trois réactions de formation de liaison carbone-carbone, comme illustré dans le schéma rétrosynthétique ci-dessus. D'abord, un couplage de Sonogashira est effectué entre un électrophile bromovinyl et un nucléophile alkynyle. Ensuite, la fermeture du cycle en triyne est réalisée par un couplage de Glaser entre deux groupes alkynes terminaux. Enfin, la formation du noyau bicyclique fusionné 5,9 est obtenue par génération in situ d’une espèce vinyllithium qui subit une cyclisation transannulaire de type 5-exo-dig.

### Pontage ansa par macrolactonisation
Le pontage ansa macrolactonique est construit après le premier couplage de Sonogashira, en utilisant la macrolactonisation de Shiina. Ce protocole est réalisé à l’échelle du gramme sans diminution de rendement, en employant l’anhydride 2-méthyl-6-nitrobenzoïque, la 4-diméthylaminopyridine et la triéthylamine comme base pour favoriser l’estérification intramoléculaire.

## Biosynthèse
Les mécanismes par lesquels les bactéries synthétisent des énédiynes comme la kedarcidine restent un domaine de recherche actif. Le chromophore de la kedarcidine, au-delà du noyau carbocyclique qu’il partage avec d’autres énédiynes, présente plusieurs défis biosynthétiques supplémentaires : la stéréochimie relative des groupes attachés au noyau carbocyclique diffère de celle des énédiynes apparentées ; la sous-structure (R)-2-aza-3-chloro-β-tyrosine n’a été identifiée dans aucun autre produit naturel connu ; et malgré sa simplicité apparente, peu d’antécédents existent sur la biosynthèse du substituant isopropoxy du groupe naphtonate.
Les clusters de gènes biosynthétiques responsables de la production des énédiynes ont été clonés et caractérisés pour cinq énédiynes à 9 chaînons (C-1027, neocarzinostatine, maduropeptine, sporolides et kedarcidine), ainsi que pour trois énédiynes à 10 chaînons (calicheamicine, esperamicine et dynémicine). Des études comparatives de ces systèmes biosynthétiques révèlent que le noyau énédiynique de ces molécules est initié par une enzyme commune, la polycétide synthase énédiynique (PKS). Le produit polyénique de cette enzyme est ensuite modifié de manière divergente pour former les noyaux énédiyniques à 9 ou 10 chaînons, selon les enzymes PKS associées présentes. Une stratégie biosynthétique convergente est ensuite employée par les organismes producteurs, où les divers appendices périphériques des énédiynes sont attachés à la structure centrale pour générer le produit final.
En 2013, le clonage et la caractérisation réussis du cluster biosynthétique de la kedarcidine ("ked") sont rapportés par des chercheurs de l’Institut de recherche Scripps et de l’Université du Wisconsin-Madison. L'identité de ce cluster de gènes est confirmée par kedA, un gène codant pour l’apoprotéine de la kedarcidine précédemment isolée, ainsi que par kedE et kedE10, dont la co-expression dans E. coli conduit à la formation d’un produit heptaénique caractéristique, précédemment impliqué dans la biosynthèse du noyau énédiynique.
La sous-unité 2-aza-β-tyrosine du chromophore de la kedarcidine est totalement absente des autres produits naturels ; ce manque de précédent complique toute tentative d’identification a priori des gènes responsables de sa biosynthèse. Cependant, six gènes sont conservés dans les clusters biosynthétiques de la kedarcidine, de la C-1027 et de la maduropeptine — bien que ces deux dernières énédiynes ne contiennent pas de sous-unité 2-aza-β-tyrosine, elles possèdent des fragments apparentés dérivés de la L-tyrosine. Ainsi, Shen et al. proposent une voie de biosynthèse pour la formation de cette sous-unité spécifique de la kedarcidine, débutant par la 2-aza-L-tyrosine. Cet acide alpha-aminé serait ensuite converti en acide bêta-aminé par KedY4, une mutase codée dans le cluster ked. Le produit résultant serait ensuite transféré sur la protéine porteuse peptidique KedY2, puis chloré par KedY3, une FAD-dépendante halogénase.
Des indices sur la biosynthèse de l'appendice isopropoxy-2-naphthonate ont été obtenus par analyse comparative du cluster ked avec ceux de neocarzinostatine et de maduropeptine, deux énédiynes possédant des sous-structures naphtonate ou benzoate. Cinq gènes, KedN1–N5, présentent une forte similarité de séquence avec les enzymes responsables de la biosynthèse du naphtonate dans la néocarzinostatine, ce qui suggère que l’intermédiaire 3,6,8-trihydroxy-2-naphtoïque intervient dans la biosynthèse de la kedarcidine. Ce composé subirait ensuite une hydroxylation supplémentaire pour former le dérivé 3,6,7,8-tétrahydroxy, qui serait ensuite méthylé trois fois par KedN1, une O-méthyltransférase. Pour former le substituant isopropoxy unique, Shen et al. proposent une double méthylation C-dépendante de SAM catalysée par KedN5, une méthyltransférase à radical SAM.

## Conclusion
En raison de sa cytotoxicité non spécifique, de son instabilité en conditions ambiantes et du coût élevé de son isolation et de sa production, le chromophore de la kedarcidine n’a pas fait l’objet d’études approfondies en tant que candidat thérapeutique. Cependant, les récentes avancées scientifiques discutées ci-dessus ont permis de lever en partie ces obstacles, car des approches de synthèse chimique et de biosynthèse permettent désormais d’envisager une production évolutive de la kedarcidine. De plus, avec la popularité croissante des conjugués anticorps-médicament, les problèmes de toxicité pourraient être surmontés grâce à une délivrance ciblée de cette puissante cytotoxine, ce qui pourrait permettre des traitements efficaces nécessitant de très faibles quantités de cette molécule complexe.